# Bil je maj 1983–2008
Bil je maj 1983–2008 je tretji kompilacijski album skupine Niet in njihov peti album, ki je izšel leta 2008 pri založbi Menart Records. Je prva izdaja, odkar se je skupina decembra 2007 ponovno združila in dobila novega vokalista Boruta Marolta.

## Seznam pesmi
Vse pesmi je napisal Igor Dernovšek, razen, kjer je posebej navedeno.
1. »Depresija« (Dernovšek, Primož Habič, Robert Ristić, Rok Sieberer) – 3:44
2. »Perspektive« – 2:05
3. »Ritem človeštva« (Dernovšek, Sašo Jovanovski) – 2:27
4. »Lep dan za smrt« (Dernovšek, Aleš Češnovar) – 5:27
5. »Vijolice« – 3:32
6. »Molk« (Dernovšek, Robert Likar) – 2:14
7. »Heroj« (Dernovšek, Habič) – 1:47
8. »Februar« – 3:33
9. »Tvoje oči« – 2:37
10. »Sam« – 3:06
11. »Ruski vohun« – 5:04
12. »Vsak dan se kaj lepega začne« (Dernovšek, Šani Kolbezen) – 3:42
13. »Strah in krik« – 2:45
14. »Bil je maj« – 3:11
15. »Minuta za Primoža« – 1:00
16. »Umiranje« – 0:47
17. »Srečna mladina« – 0:45
18. »Zastave« – 0:49
19. »Melanholija« – 1:39

## Sodelujoči
- Primož Habič — vokal
- Igor Dernovšek — kitara
- Robert Likar — kitara
- Šani Kolbezen — bas kitara
- Aleš Češnovar — bas kitara
- Tadej Vobovnik — bas kitara
- Borut Činč — Hammond orgle
- Slavc Colnarič — bobni
- Tomaž Bergant – Brehta — bobni
- Tomaž Dimnik — bobni
- Dadi Kašnar — bobni
- Rok Plešnar — bobni
- Tanja Ukmar — vokal